# Morchella galilaea
Morchella galilaea ist eine Schlauchpilzart (Ascomycota) aus der Familie der Morchelverwandten (Morchellaceae).

## Merkmale

### Makroskopische Merkmale
Morchella galilaea bildet recht kleine, kegelige bis annähernd zylindrische, in Hut und Stiel gegliederte Fruchtkörper, die 30–50 Millimeter hoch werden. Die türkischen Exemplare sind mit 53–78 Millimeter etwas größer.
Der die Fruchtschicht tragende Teil, das Hymenophor ist 36–45 Millimeter groß und 12,5–17,5 Millimeter breit. Die Fruchtschicht bildet gestreckte Gruben, die durch sterile, längs angeordnete Rippen voneinander getrennt sind. Die Rippen sind entweder schmal polygonisch oder lang elliptisch. Sie sind 5,2–9,8 Millimeter breit und 14,5–24,74 Millimeter lang, dünn und elastisch. Sie können einfach oder gegabelt sein, sind weiß und klebrig. Die Gruben sind hellgrau, schwärzlich oder silberig-grau im jungen Zustand, werden mit zunehmender Reife gräulich-hellbraun, olivbraun oder gelbbraun. Der Stiel ist im jungen Zustand weiß und klebrig, wird dann gelblich-weiß. Er ist 17–33 Millimeter hoch und 5–8,2 Millimeter breit,  zylindrisch oder nach unten hin verdickt. Das Fleisch ist weißlich, 0,5–1 Millimeter dick im hohlen Hymenophor, die innere sterile Oberfläche ist klebrig.

### Mikroskopische Merkmale
Die Sporen bilden sich jeweils zu acht in Asci, die die Gruben auskleiden – die Rippen sind steril. Sie sind elliptisch und glatt und messen 13,5 bis 18 auf 8 bis 9,5 Mikrometer. Die Asci sind zylindrisch geformt und durchscheinend und messen 165 bis 220 auf 15 bis 22 Mikrometer. Die Paraphysen sind zylindrisch bis annähernd keulig, messen 100 bis 130 Mikrometer auf 6–11 Mikrometer und ebenfalls hyalin oder mit einem körnigen Inhalt. Die Spitze ist abgerundet bis annähernd spitz.

## Ökologie
Morchella galilaea bildet zum Unterschied zu den meisten anderen Morchelarten im Herbst Fruchtkörper aus.
In Israel wurde sie unter Schmalblättriger Esche (Fraxinus angustifolia subsp. syriaca). In der Türkei wuchs die Art an einer baumlosen Stelle auf dem Campus der Çukurova-Universität. Sie lebt vermutlich wie die alle Morcheln saprobisch, auch wenn manche Arten wahrscheinlich auch eine Mykorrhiza mit verschiedenen Pflanzenarten eingehen können.

## Verbreitung
Morchella galilaea wurde in Israel erstbeschrieben. Inzwischen sind auch Funde aus der Türkei (Provinz Adana) bekannt. Molekulare Analysen haben allerdings ergeben, dass Morchella galilaea auch in China, Java, Hawaii, Neuseeland, Indien und drei nicht genannten afrikanischen Ländern vorkommt.

## Systematik und Taxonomie
Morchella galilaea wurde erst 2012 von Segula Masaphy und Philippe Clowez erstbeschrieben.